# Marcus H. Rosenmüller

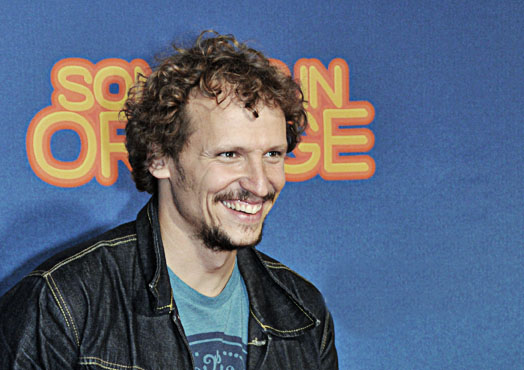
Marcus H. Rosenmüller bei der Premiere von Sommer in Orange (2011)

Marcus H. Rosenmüller (eigentlich Marcus Heinrich Rosenmüller, * 21. Juli 1973 in Tegernsee; auch Marcus Hausham Rosenmüller genannt) ist ein deutscher Regisseur und Drehbuchautor. Er ist bekannt für seine Singspielinszenierungen auf dem Nockherberg und moderne bayerische Heimatfilme wie Wer früher stirbt ist länger tot.

## Leben
Der aus einer Arbeiterfamilie stammende Rosenmüller wuchs in der oberbayerischen Gemeinde Hausham auf. Im benachbarten Miesbach besuchte er bis 1993 das Gymnasium. In Hausham äußerte sich bereits in Rosenmüllers Jugend sein Talent für selbst verfasste Gedichte und Lieder. Er saß zudem bis 2008 für die SPD im Gemeinderat von Hausham.
Seine ersten Filme veröffentlichte er als „Marcus Rosenmüller“. Zur besseren Unterscheidung von dem unter gleichem Namen als Regisseur tätigen Marcus O. Rosenmüller beschlossen beide nach einem Gespräch, mit zusätzlichem Initial aufzutreten. Aus dem eigentlich für „Heinrich“ stehenden „H“ wurde 2006 aufgrund einer Idee des Produzenten Andreas Richter im Vorspann des Films Wer früher stirbt ist länger tot das einprägsamere „Marcus Hausham Rosenmüller“.

## Berufliches Wirken
Marcus H. Rosenmüller studierte von 1995 bis 2003 an der Hochschule für Fernsehen und Film München (HFF München). Bereits mit seinen Studienarbeiten konnte er auf sich aufmerksam machen. So gewann er 1999 für den Kurzfilm Nur Schreiner machen Frauen glücklich den Deutschen Filmschulpreis in Gold. Mit einem DAAD-Stipendium konnte er seinen Abschlussfilm Hotel Deepa im indischen Pune drehen.
Für den Bayerischen Rundfunk drehte Rosenmüller mehrere Dokumentarfilme der Reihe Irgendwo in Bayern. In dem Beitrag Den Frieden in der Hand war er an der Seite von Joseph Vilsmaier Co-Regisseur. Zusammen mit Christian Lerch schrieb Marcus H. Rosenmüller das Drehbuch für seinen 2006 veröffentlichten ersten Kinofilm Wer früher stirbt ist länger tot, bei dem er auch Regie führte. Die Komödie über einen oberbayerischen Lausbub und seine Angst vor dem Fegefeuer konnte sich nicht nur im Entstehungsland Bayern an der Kinokasse durchsetzen und erreichte in Deutschland etwa 1,8 Millionen Besucher.
Ab Januar 2007 lief die Komödie Schwere Jungs mit über 550.000 Besuchern in den Kinos. Noch im selben Jahr folgte Beste Zeit, der erste Teil einer vom Bayerischen Rundfunk finanzierten Trilogie, die in der herben Landschaft rund um Dachau spielt. Beste Gegend, der zweite Teil, startete im Januar 2008, der dritte Teil Beste Chance im Jahr 2014. Die Handlung dreht sich um die in dem kleinen Ort Tandern lebende Kati (im ersten Film ca. 17, im zweiten ca. 19 Jahre alt, gespielt von Anna Maria Sturm), ihre Eltern und ihren Freundeskreis, darunter ihre beste Freundin Jo (Rosalie Thomass).
Räuber Kneißl, ein Historienfilm über den legendären bayerischen Räuber Mathias Kneißl, kam am 21. August 2008 in die Kinos. Die Titelrolle spielte Maximilian Brückner, in Nebenrollen traten bekannte bayerische Schauspieler wie Michael Fitz, Eisi Gulp, Tilo Prückner und Sigi Zimmerschied auf. In der Anfang 2009 in den Kinos gestarteten Romanverfilmung Die Perlmutterfarbe spielte, wie schon in Wer früher stirbt ist länger tot, der junge Markus Krojer die Hauptrolle.
Von Mai bis Juli 2010 drehte Rosenmüller Sommer in Orange, eine Komödie über eine Gruppe Berliner Sannyasins, die sich in der oberbayerischen Provinz niederlassen. Erneut zeigt der Regisseur in diesem Kinofilm eine Geschichte aus der Kinderperspektive: Amber Bongard spielt eine Zwölfjährige, die gegen ihre esoterische Mutter (Petra Schmidt-Schaller) rebelliert. Der Kinostart war im August 2011. Noch vor der Fertigstellung von Sommer in Orange starteten im September 2010 die Dreharbeiten zu Sommer der Gaukler. In dem komödiantischen Historienfilm spielt Max von Thun den Theaterimpresario Emanuel Schikaneder. Während Sommer in Orange mit etwa 570.000 Besuchern nach den Zahlen der Filmförderungsanstalt zum zweiterfolgreichsten unter den Kinofilmen Rosenmüllers wurde, kam der vier Monate später gestartete Sommer der Gaukler nicht über 52.000 Zuschauer hinaus und ist (Stand: 2013) derjenige mit dem geringsten Publikumserfolg.
Rosenmüllers Filmkomödie Wer’s glaubt, wird selig kam am 16. August 2012 in die Kinos und erreichte etwa 380.000 Zuschauer. Die Hauptrolle spielt Christian Ulmen neben Hannelore Elsner, Marie Leuenberger, Lisa Maria Potthoff, Simon Schwarz und Jürgen Tonkel.
Von 2013 bis 2017 inszenierte er das Singspiel zur Starkbierprobe auf dem Nockherberg in München.
2020 übernehmen Julia von Heinz und Marcus H. Rosenmüller die Leitung des Studiengangs Regie Kino- und Fernsehfilm der HFF München als Doppelspitze in Nachfolge von Andreas Gruber.

## Filmografie (Auswahl)
- 1998: Nur Schreiner machen Frauen glücklich (Kurzfilm)
- 1999: Kümmel und Korn (Kurzfilm)
- 2003: Hotel Deepa (Kurzfilm)
- 2006: Wer früher stirbt ist länger tot
- 2006: Schwere Jungs
- 2007: Beste Zeit
- 2008: Beste Gegend
- 2008: Räuber Kneißl
- 2009: Die Perlmutterfarbe
- 2011: Sommer in Orange
- 2011: Sommer der Gaukler
- 2012: Wer’s glaubt, wird selig
- 2014: Beste Chance
- 2015: Hubert von Goisern – Brenna tuat’s schon lang
- 2018: Trautmann
- 2019: Unheimlich perfekte Freunde
- 2020: Dreiviertelblut – Weltraumtouristen
- 2021: Der Boandlkramer und die ewige Liebe (Drehbuch)
- 2021: Rotzbub
- 2021: Beckenrand Sheriff
- 2023: Neue Geschichten vom Pumuckl (Fernsehserie)

## Auszeichnungen
- 1999: Deutscher Filmschulpreis in Gold für Nur Schreiner machen Frauen glücklich
- 2006: Förderpreis Deutscher Film in der Kategorie Beste Regie für Wer früher stirbt ist länger tot
- 2007: Bayerischer Filmpreis in der Kategorie Beste Nachwuchsregie für Wer früher stirbt ist länger tot
- 2007: Deutscher Filmpreis in der Kategorie Beste Regie und Bestes Drehbuch für Wer früher stirbt ist länger tot
- 2007: New Faces Award in der Kategorie Beste Nachwuchsregie für Wer früher stirbt ist länger tot
- 2013: Bairische Sprachwurzel[9]
- 2013: Bayerische Verfassungsmedaille in Silber
- 2014: Ernst-Hoferichter-Preis 2014[10]
- 2015: Bayerischer Poetentaler
- 2019: Bayerischer Verdienstorden
- 2023: Oberbayerischer Kulturpreis gemeinsam mit Sternschnuppe[11]
- 2024: Robert-Geisendörfer-Preis für Neue Geschichten vom Pumuckl